# سحر الدنيا (برنامج تلفزيوني)
سحر الدنيا هو برنامج تلفزيوني يذيعه الداعية الإسلامي المصري مصطفى حسني في اقرأ والنهار والنهار 2+

## مواضيع الحلقات
- الحلقة 1: المقدمة للاسحار
- الحلقة 2: النفس والشيطان
- الحلقة 3: مقامات اليقظة
- الحلقة 4: سحر الحب
- الحلقة 5: سحر المال
- الحلقة 6: سحر الفن
- الحلقة 7: سحر الشراء والاقتناء
- الحلقة 8: سحر العمل والنجاح
- الحلقة 9: سحر النساء
- الحلقة 10: سحر اللبس والموضة
- الحلقة 11: سحر المصلحة
- الحلقة 12: سحر الحرية
- الحلقة 13: سحر الوسطية
- الحلقة 14: سحر النوم والراحة
- الحلقة 15: سحر المظاهر والشهرة
- الحلقة 16: سحر العقل.[1]
- الحلقة 17: سحر السلطة والرئاسة
- الحلقة 18: سحر الضحك والهزار
- الحلقة 19: سحر التوكل
- الحلقة 20: سحر الغضب
- الحلقة 21: سحر الصحبة
- الحلقة 22: سحر ارضاء الناس
- الحلقة 23: سحر الانتماء
- الحلقة 24: سحر الموهبة والامكانيات
- الحلقة 25: سحر الإنترنت
- الحلقة 26: سحر البلاء.[2]
- الحلقة 27: أهمية العلم
- الحلقة 28: الجنة